# Fårup Sogn (Aarhus Kommune)
 For alternative betydninger, se Fårup Sogn. (Se også artikler, som begynder med Fårup Sogn)
Fårup Sogn er et sogn i Århus Vestre Provsti (Århus Stift).
I 1800-tallet var Sabro Sogn og Fårup Sogn annekser til Lading Sogn. Alle 3 sogne hørte til Sabro Herred i Aarhus Amt. De udgjorde to sognekommuner. Ved kommunalreformen i 1970 blev Sabro-Fårup indlemmet i Aarhus Kommune, og Lading blev indlemmet i Hammel Kommune, der ved strukturreformen i 2007 indgik i Favrskov Kommune.
I Fårup Sogn ligger Fårup Kirke.
I sognet findes følgende autoriserede stednavne:
- Fårup (bebyggelse, ejerlav)
- Kvottrup (bebyggelse, ejerlav)
- Langelinie (bebyggelse)
- Mundelstrup (bebyggelse, ejerlav)